# تزاجاریزه
تزاجاریزه (به ایتالیایی: Zagarise) یک کومونه در ایتالیا است که در استان کاتانزارو واقع شده‌است. تزاجاریزه ۴۸ کیلومتر مربع مساحت و ۱٬۶۸۹ نفر جمعیت دارد و ۵۸۱ متر بالاتر از سطح دریا واقع شده‌است.